# Pan Hong
En una onomàstica xinesa Pan es el cognom i Hong el prenom.
Pan Hong (xinès simplificat: 潘虹) (Shanghai 1954  - ) Guionista, actriu de cinema i televisió xinesa, amb una gran popularitat els anys 80 i 90, amb un gran nombre de premis en festivals de cinema nacionals i internacionals.

## Biografia
Pan Hong de nom real Liu Ronghua  (刘蓉华). va néixer el 4 de novembre de 1954 a Shanghai (Xina). Durant la Revolució Cultural el seu pare va ser perseguit per "dretà" i las seva mare es va divorciar i ella va adoptar el nom de la mare i passar a dir-se Ren Pan, nom que quan es va casar va canviar pel de Pan Hong. Quan tenia deu anys el seu pare es va  suïcidar prenent una sobredosi de pastilles per dormir. El 1973 va entrar a  l'Institut de Teatre de Shanghai. El 1980 es va casar amb el director Mi Jiashan (米家山) amb qui posteriorment, un cop dovorciats,  va rodar la pel·lícula "The Trouble-shooters" (顽主), basada en una història de Wang Shuo (王朔).

#### Carrera cinematogràfica
El 1976 va rodar la seva primera pel·lícula 欢腾的小凉河 (Jubilant Xiaoliang River) codirigida per l'actor i director Liu Qiong.
Va iniciar la seva fama als 23 anys amb la pel·lícula 苦惱人的笑 (Rialles angoixades), del director Yang Yanjin que la va escollir per interpretar l'heroïna del film contra tot pronòstic perquè creia que els grans ulls de Pan Hong "tenien un temperament melancòlic intrigant".  Els grans ulls realistes de Pan també van deixar una profunda impressió en Wang Qimin, un altre director i fotògraf que la dirigir a  "Middle Age", va revisar el guió per afegir molts primers plans dels ulls del personatge Lu Wenting. Entre 1976 i 1990 va treballar amb diversos directors com Yang Yanjin, Li Han-Hsiang, Li Yalin, Xie Jin, Li Guoli, entre altres i va  guanyar premis com el Golden Rooster (Jinji Jiang) o el Premi de les Cents Flors.
Les darreres pel·lícules de princiìs dels anys 90, van tenir poc èxit i Pan va marxar de la Xina i va viatjar per Alemanya i el Japó on hi va  fer treballs en anuncis publicitaris a l'estudi de Kurasawa. Al tornar a la Xina, davant la dificultat de trobar papers al cinema va decidir escriure els seus propis guions. La pel·lícula "Shanghai Fever" amb guió seu i direcció de Li Guoli (李国立) va tenir un gran èxit quan es va estrenar l'any 1994, i el seu paper (Fan Li) li va fer guanyar una gran quantitat de premis.
A partir del 2000 va  tornar a rodar diverses pel·lícules, activitat que va compaginar amb la participació en sèries de televisió, i va  demostrar  va demostrar la versatilitat de les seves excel·lents habilitats d'actuació.

#### Trajectòria a la televisió
L'any 2001 va començar la seva participació en series televisives, com “无盐女" (Saltless Girl), (2004)  on va interpretar una mare que va ser abandonada pel seu marit quan el seu fill era molt petit;  天下人家 (Tothom al món) (2012);  老闺蜜 (Old Girlfriends) (2020); 理智派生活 (The Life of a Reasoner")(2021) dirigida per Xu Fujun, emesa a Hunan Satellite TV. V i el 2023  温暖的 (Warm, Sweet").

## Filmografia
| Any  | Títol xinès          | Títol anglès                        | Director                         |
| 1976 | 欢腾的小凉河         | Jubilant Xiaoliang River            | Liu Qiong                        |
| 1978 | 奴隶的女儿           | A Slave Daughter                    | Zeng Weizhi                      |
| 1978 | 沙漠驼铃             | Camel Bells in the Desert           | Liu Qiong                        |
| 1979 | 苦惱人的笑           | Troubled Laughter                   | Yang Yanjin i Deng Yimin         |
| 1981 | 杜十娘               | Beautiful Courtesan                 | Zhou Yu                          |
| 1981 | 漩渦裡的歌           | Song of Whiripool                   | Liu Zi-Nong i Wu Lan             |
| 1982 | 人到中年             | A Middle Age                        | Wang Qimin i Sun Yu              |
| 1986 | 火龍                 | The Last Emperor                    | Li Han-Hsiang                    |
| 1987 | 末代皇后             | The Last Empress                    | Chen Jialin i Sun Qingguo        |
| 1987 | 井                   | The Well                            | Li Yalin                         |
| 1989 | 最後的貴族           | The Last Aristocrats                | Xie Jin                          |
| 1989 | 頑主                 | The Troubleshooters                 | Mi Jiashan                       |
| 1994 | 股瘋                 | Shanghai Fever                      | Li Guoli                         |
| 1997 | 抱擁朝陽             | Up for the Roising Sun              | Victor Tam Long Cheong           |
| 1997 | 衝上九重天           | Destination - 9th Heaven            | Wong Jun-Man i Ling Yun          |
| 2002 | 手足情深             | Reunion                             | Chung Shu-kai                    |
| 2005 | 泥鰍也是魚           | Loach Is Fish Too                   | Yang Ya-Zhou                     |
| 2010 | 唐山大地震           | Aftershock                          | Feng Xiaogang                    |
| 2011 | 傾城之淚             | The Allure of Tears                 | Barbara Wong Chun-Chun           |
| 2012 | 錢學森               | Hsue-Shen Tsien                     | Zhang Jianya                     |
| 2013 | 致我们终将逝去的青春 | So Young                            | Zhao Wei                         |
| 2015 | 剩者為王             | The Last Woman Standing             | Luo Luo                          |
| 2015 | 港囧                 | Lost in Hong Kong                   | Xu Zheng                         |
| 2015 | 陪安東尼度過漫長歲月 | A Journey Through Time with Anthony | Janet Chun Siu-Chun              |
| 2016 | 謀殺似水年華         | Kill Time                           | Fruit Chan Goh                   |
| 2019 | 北鬥風雲             | The Big Diper                       | Laurence Ma Yuk-Fai i Wei Ziqian |

## Televisió
| Any  | Títol                                            | Paper                 |
| ---- | ------------------------------------------------ | --------------------- |
| 2001 | Beyond Emotion (超越情感)                        | Qi Runwu              |
| 2002 | Wu Tong Yu (梧桐雨)                              | Zhu Yugui             |
| 2002 | Qing Yi (青衣)                                   | Liu Ruyun             |
| 2003 | Shao nian tian zi (少年天子)                     | Emperadriu Xiaozhuang |
| 2005 | Moment in Peking (京华烟云)                      | Sra. Zeng             |
| 2007 | Thank You for Having Loved Me (谢谢你曾经爱过我) | Su Yuzhen             |
| 2008 | Taiwan 1895 (台湾1895)                           | Emperadriu Cixi       |
| 2012 | Mu fu feng yun (木府风云)                        | Sra. Luoning          |
| 2013 | Hot Mom (辣妈正传)                               | Sra. Deng             |
| 2015 | Tiger Mom (虎妈猫爸)                             | Sun Yaxian            |
| 2018 | Win the World                                    | Sra. Ba               |

## Premis
| Any  | Pel·lícula       | Premi a la millor actriu |
| ---- | ---------------- | --- |
| 1983 | At Middle Age    | - Golden Rooster |
| 1987 | The Last Empress | - Festival de Cinema de Damas - Golden Phoenix Award                                                                                         |
| 1988 | The Well         | - Festival de Taormine - Golden Rooster |
| 1994 | Shanghai Fever   | - Golden Rooster - Premi de les Cent Flors - Huabiao Film Awards - Festival de Changchun - Shanghai Film Critic Award - Golden Phoenix Award |